# Западный Миндоро
Западный Миндоро (исп. Mindoro Occidental, таг. Kanlurang Mindoro) — провинция Филиппинской республики, расположенная на западе острова Миндоро.
Население — 452 971 жителей (2010), проживает на территории в 5 879,9 км². Административный центр — город Мамбурао. До 1892 года провинция носила название Батанга. Миндоро — сокращение от испанского Mina de Oro, Золотая шахта.

## География
На севере ограничена проливом Верде, на юге и западе — проливом Миндоро, и на востоке граничит с провинцией Восточный Миндоро. На территории провинции находится крупнейший национальный парк страны — Маунтс-Иглит — Бако.

## История
Хуан де Сальседо и Мартин де Гоити в 1572 году впервые достигли острова Миндоро и вступили в первый контакт с коренными обитателями, представителями племени мангиан. Кроме них, здесь, на острове Лубанг, проживала группа мавров (моро), которые были вассалами раджи Манилы. Завоевав Манилу, испанцы получили в свои владения и Миндоро. В 1602 году пираты-мавры ограбили южный берег Лусона и берега Миндоро, а затем выстроили крепость Мамбурао. В 1757 у пиратов уже был флот из 74 судов. Они захватывали и живых людей, чтобы использовать их как рабов для султаната Холо. Работорговля продолжалась до XIX века, до тех пор когда появились паровые суда.
После войны 1898 года провинция и весь остров перешли во владение США. Нео-колониальные власти начали использовать эти местные плодородные земли. для производства сахарного тростника и других культур.

## Административное деление
В административном отношении провинция подразделяется на 11 муниципалитетов и 162 барангая:
- Абра-де-Илог
- Калинтаан
- Лоок
- Лубанг
- Магсайсай
- Мамбурао
- Палуан
- Рисаль
- Саблайян
- Сан-Хосе
- Санта-Крус